# Étienne-Adolphe Camin
Pour les articles homonymes, voir Camin.
Étienne-Adolphe Camin, né à Brest le 22 février 1799 et mort à Saint-Denis (La Réunion) le 27 novembre 1883, est un négociant français, célèbre pour avoir été le premier possesseur de l'île Amsterdam. 

## Biographie
Né à Brest, Camin se marie à La Réunion en 1837 avec Julie Bertho. Fils de médecin, c'est un riche propriétaire de Saint-Denis. En 1843, il fonde, avec son ami Charles Louis Joseph Bazoche, sur l'île Saint-Paul, une pêcherie et, par droit de premier occupant, devient ainsi propriétaire de l'île Amsterdam,.
Son épouse lui survit jusqu'au 2 septembre 1891.
Jules Verne le mentionne dans son roman Les Enfants du capitaine Grant (partie 2, chapitre III). 